# 高木貞俊
高木 貞俊（たかぎ さだとし）は、安土桃山時代から江戸時代前期にかけての武将・旗本。美濃衆北高木家初代。

## 生涯
永禄6年（1563年）、高木貞家（高木貞久の子）の子として誕生した。
永禄11年（1568年）、父・貞家が戦死したため、祖父・貞久の養子となる。
天正6年（1578年）、織田信忠に従って播磨国神吉城攻めに従軍する。
天正12年（1584年）、小牧・長久手の戦いでは一族と共に織田信雄に従い、蟹江城合戦に関わり、その戦功により美濃国安田城主となった。
天正18年（1590年）、小田原征伐では土方雄久隊に属して活躍したが、同年に信雄が改易となったため、一族と共に加藤光泰を頼って甲斐国で閉居した。
慶長2年（1597年）、徳川家康に仕官し、上総国望陀郡・武蔵国荏原郡・相模国鎌倉郡に所領を与えられた。
慶長5年（1600年）、関ヶ原の戦いでは東軍先鋒の案内役となり、その功により加増転封されて美濃石津郡に1000石を領した。
慶長19年（1614年）、大坂冬の陣に従軍。その後は一族と共に駿府城・二条城普請の奉行、徳川秀忠上洛時の舟割奉行を歴任した。